# Blokhut Nikolskoë
De Blokhut Nikolskoë is een datsja in Berlijn.
Het is gelegen tegenover het Pfaueninsel, aan de andere kant van de rivier. Het is een landhuis dat in 1819 werd gebouwd voor de toekomstige tsaar Nicolaas I en diens vrouw, de dochter van koning Frederik Willem III. Het huis is van de hand van de Duitse militaire architect kapitein Snethlage, die ook het landgoed Alexandrowka in Potsdam oprichtte. Na een brand in 1985 herbouwde men de datsja. In het gebouw is tegenwoordig een restaurant is gevestigd.
Dit object is onderdeel van het ensemble paleizen en parken van Potsdam en Berlijn dat in 1990, 1992 en 1999 in drie fasen op de werelderfgoedlijst van de UNESCO is geplaatst. Andere items ervan zijn:
De Russische kolonie Alexandrowka · 
De Antieke Tempel · 
Het Slot Babelsberg · 
Het Babelsbergpark · 
De Belvédère op de Pfingstberg · 
 De Belvédère van Sanssouci · 
De Bildergalerie · 
Slot Cecilienhof · 
Slot Charlottenhof · 
Het Chinese theehuis · 
 Het Drakenhuis · 
Het Glienickepark · 
Het Jachtslot Glienicke · 
Het Slot Glienicke · 
 Het keizerlijk station van Potsdam · 
Het Marmerpaleis · 
De Neptunusgrotte · 
Het Nieuwe paleis · 
De Nieuwe Tuin · 
De Nieuwe Vertrekken · 
De blokhut Nikolskoë · 
Het Oranjerieslot · 
Het Pauweneiland · 
De Sint-Petrus-en-Pauluskerk van Nikolskoë · 
De Pomonatempel · 
De Romeinse baden · 
Slot Sanssouci · 
Slot Sacrow · 
 De Verlosserkerk van Sacrow · 
De Vredeskerk · 
De vriendschapstempel